# Museum van de bezetting (Tallinn)
Het Museum van de bezetting
is een museum in de Estse hoofdstad Tallinn. Het museum is gewijd aan de periode van 1940 tot 1991 toen het land bezet was door achtereenvolgens nazi-Duitsland en de Sovjet-Unie. Het museum begon in 1998 als de Kistler-Ritso Stichting die een verzameling aanlegde om de bezettingsgeschiedenis van Estland in kaart te brengen. Het museum opende in 2003.

## Andere locaties
Sinds 2017 heeft het museum een tweede locatie geopend op Pagari 1, het voormalige hoofdkantoor van de KGB. Hierbij zijn de oude detentiecellen in hun oorspronkelijke staat hersteld, zodat bezoekers kunnen zien hoe gevangenen destijds leefden en werden ondervraagd.